# Trimorphodon tau
Trimorphodon tau, conocido como falsa nauyaca mexicana, también como pichicuata (nombre que también se refiere a otras especies como Agkistrodon bilineatus), es una serpiente de la familia Colubridae en el orden Squamata. La especie es endémica de México. La plataforma Naturalista posee observaciones para esta especie principalmente en el centro y sur de México y en la región donde confluyen los estados de Sonora, Chihuahua y Sinaloa al noroeste del país. Es de hábitat terrestre.
La UICN2019-1 considera a la especie como de preocupación menor. En México esta culebra es confundida en ocasiones  con Trimorphodon biscutatus, Trimorphodon lambda, Trimorphodon paucimaculatus, Leptodeira septentrionalis.